# Sony Xperia Z3+
Sony Xperia Z3+ (інші назви — Sony Xperia Z4, Sony Xperia Z3 Plus, Sony Xperia Z3+ Dual, кодове ім'я — ivy)  — це смартфон на базі Android, який продавався та вироблявся Sony Mobile. Представлений 20 квітня 2015 року, це оновлена версія Xperia Z3 2014 року з покращеними характеристиками, тоншим корпусом та Android 5.0 «Lollipop». Цей телефон був нагороджений European Imaging and Sound Association як найкращий європейський мультимедійний смартфон у 2015-2016 роках.

## Історія
Пристрій вперше був представлений 20 квітня 2015 року виключно для випуску в Японії під назвою Xperia Z4. 26 травня 2015 року Sony оголосила про міжнародний випуск пристрою, запланований на червень; для міжнародного випуску пристрій було перейменовано і продано як Xperia Z3+. 16 червня 2015 року Sony анонсувала Xperia Z4v (E6508), варіант Xperia Z3+/Z4 ексклюзивно для Verizon Wireless у Сполучених Штатах. Однак 5 жовтня 2015 року Sony і Verizon оголосили, що пристрій скасовано, посилаючись на жорстку конкуренцію з боку інших флагманів, а також на погані терміни після випуску його наступника Xperia Z5.
Xperia Z4 вперше надійшов у продаж в Японії 10 червня 2015 року, а Xperia Z3+ вперше надійшов у продаж у Гонконгу 12 червня 2015 року.

## Дизайн
Xperia Z3+/Z4 має дизайн «Omni-Balance», дещо змінений від Xperia Z3 і більше нагадує Xperia Z2. Xperia Z3+/Z4 має відкритий порт microUSB у нижній частині, перший у серії Xperia Z і другий телефон Sony після Xperia M4 Aqua, який має таку особливість. Хоча порт microUSB відкритий, це не впливає на захист IP65/IP68, від пилу та води Xperia Z3+/Z4 доступний у чотирьох кольорах: чорному, білому, мідному та аквазеленому (Ice Green у Великій Британії).

## Характеристики смартфону

### Апаратне забезпечення
Смартфон працює на базі восьмиядерного процесора Qualcomm Snapdragon 810 (MSM8994), 3 ГБ оперативної пам’яті і використовує графічний процесор Adreno 430 для обробки графіки. Пристрій також має внутрішню пам’ять об’ємом 32 ГБ, із можливістю розширення карткою microSDXC до 128 ГБ. 
Апарат оснащений 5,2-дюймовим (132,08 мм відповідно) дисплеєм із розширенням 1080 x 1920 пікселів із щільністю пікселів 424 ppi, що виконаний за технологією IPS LCD. Він підтримує мультитач, а також такі функції дисплея, як Live Color LED, відтворюючи більш насичені кольори та більш рівномірне підсвічування. Ще для покращеного зображення і відео використовується технологіЇ Triluminos і X-Reality Engine.  
В апарат вбудовано 20,7-мегапіксельну задню камеру, який знімає відео 4K HDR і фронтальна 2,2 мегапіксельна камера, записує відео з роздільною здатністю 1080p. 
Дані передаються через роз'єм microUSB 2.0, який також підтримує USB On-The-Go і порт HDMI (через MHL 3.0) для перегляду зображень і відео з пристрою на екрані телевізора. Щодо наявності бездротових модулів є Wi-Fi (802.11 a/b/g/n/ac 5 ГГц), DLNA, Bluetooth 4.1, вбудована антена стандарту GPS з A-GPS, ГЛОНАСС Бейдоу, NFC. Xperia Z4 має кілька функцій, яких немає в Xperia Z3+, наприклад, 1seg, що дозволяє приймати телевізійні канали, що транслюються за допомогою стандарту ISDB-T, а також систему мобільних платежів Osaifu-Keitai з використанням мікросхем Sony FeliCa. Весь апарат працює від Li-ion акумулятора ємністю 2930 мА·г, що може пропрацювати у режимі очікування 590 годин (24,5 дня), у режимі розмови — 17 години, і важить 144 грам.

### Програмне забезпечення
На Xperia Z3+ попередньо встановлено Android 5.0.1 «Lollipop» із користувацьким інтерфейсом і програмним забезпеченням Sony. Попередньо завантажені програми на смартфон надають доступ до різних служб Google, включаючи Google Play, за допомогою яких можна завантажувати та купувати програми, музику, фільми та електронні книги. Останнє оновлення для смартфону це Android 7.1.1 «Nougat», 28 червня 2017 року. Серед нових функцій, появився Xperia Assist (вводить деякі поради щодо телефону, а також керування режимом Stamina). Було повідомлення, що обробка зображень була покращена, але не журнал викликів із затримкою.

## Варіанти

### Xperia Z3+
| Модель       | Діапазони | Примітки |
| ------------ | --- | -------- |
| E6533 (Dual) | FDD-LTE (діапазони 1, 2, 3, 4, 5, 7, 8, 17, 20, 21), TD-LTE (діапазони 38, 39, 40, 41); UMTS HSPA+ 850 (V діапазон), 900 (VIII діапазон), 1700 (IV діапазон), 1900 (II діапазон), 2100 (I діапазон) МГц; GSM GPRS/EDGE 850, 900, 1800, 1900 МГц | [ 13 ]   |
| E6553        | Діапазони LTE 1, 2, 3, 4, 5, 7, 8, 12, 17, 20, 28, 40; UMTS HSPA+ 850 (V діапазон), 900 (VIII діапазон), 1900 (II діапазон), 2100 (I діапазон) МГц; GSM GPRS/EDGE 850, 900, 1800, 1900 МГц                                                      | [ 14 ]   |

### Xperia Z4
| Модель | Діапазони | Примітки       |
| ------ | --- | -------------- |
| 402SO  | Діапазони LTE 1, 3, 8, діапазон TD-LTE 41 (SoftBank Mobile); UMTS HSPA+ 2100 (I діапазон), 900 (VIII діапазон) МГц; GSM/GPRS/EDGE 850, 900, 1800, 1900 МГц | [ 15 ] [ * 1 ] |
| SO-03G | Діапазони LTE 1, 3, 19, 21, 28 (NTT DoCoMo); UMTS HSPA+ діапазони 1, 5, 6, 19; GSM/GPRS/EDGE 850, 900, 1800, 1900 МГц                                      | [ 16 ] [ * 2 ] |
| SOV31  | Діапазони LTE 1, 3, 5, 17, 26, 28, діапазон TD-LTE 41 (au by KDDI); діапазони UMTS HSPA+ 1, 2, 5, 6, 19; GSM/GPRS/EDGE 850, 900, 1800, 1900 МГц            | [ 17 ] [ * 3 ] |

### Xperia Z4v (скасований)
| Модель | Діапазони | Примітки |
| ------ | --- | -------- |
| E6508  | Діапазони LTE 2, 3, 4, 7, 13, 20 (Verizon Wireless); CDMA 1x EVDO 850 (BC0), 1900 (BC1) МГц; UMTS HSPA+ 850 (V діапазон), 900 (VIII діапазон), 1900 (II діапазон), 2100 (I діапазон) МГц; GSM GPRS/EDGE 850, 900, 1800, 1900 МГц | [ 18 ]   |

## Нотатки
1. ↑  Модель 402SO підтримує гібридний 4G LTE з використанням SoftBank 4G (AXGP) і SoftBank 4G LTE (FDD-LTE)
2. ↑  Модель SO-03G підтримує DoCoMo Premium 4G LTE-A
3. ↑  Модель SOV31 підтримує au 4G LTE CA (LTE-A), au 4G LTE (FDD-LTE) і WiMax 2.1